# Emile van Dievoet
Judocus Emilius (Emiel) baron van Dievoet (Sint-Katherina-Lombeek, 10 juni 1886 - Leuven, 24 juni 1967) was Belgisch minister voor de Katholieke Partij en een Vlaamsgezind rechtsgeleerde.

## Afkomst
Van Dievoet was de zoon van Antoon Van Dievoet, smid en herbergier in Sint-Katherina-Lombeek en stammend uit een landbouwersfamilie in Ternat. De naam van Van Dievoet werd vroeger ook geschreven als Van Divoet, Vandivoet of Vandivort. (Deze naam heeft dezelfde etymologie als het gehucht Dievoort.)

## Loopbaan
Hij volgde humaniora aan het Klein Seminarie in Mechelen. In 1905 kreeg hij een baan bij de Boerenbond, die hem in staat stelde om aan de Katholieke Universiteit Leuven te studeren. Hij promoveerde er in 1912 tot doctor in de rechten en in 1913 tot licentiaat in de politieke en sociale wetenschappen. Ook volgde hij verdere studies aan de Ruprecht-Karls-universiteit van Heidelberg, de Universiteit van Parijs en de Universiteit van Bern. Zijn afkomst en vorming maakten van hem een sociaal bewogen en Vlaamsgezinde man.
In 1914 werd hij advocaat in Leuven en trad hij opnieuw in dienst bij de Boerenbond, waarvan hij in 1936 de ondervoorzitter was. Van 1941 tot 1963 was hij voorzitter van de Assurantie van de Belgische Boerenbond. Ook was hij van 1918 tot 1919 docent en van 1919 tot 1955 gewoon hoogleraar aan de Katholieke Universiteit Leuven, waar hij een van de eersten was die in het Nederlands doceerde. Ook was hij vanaf 1937 koninklijk commissaris van het Verzekeringswezen.
Van 1919 tot 1936 was hij voor de Katholieke Partij lid van de Kamer van volksvertegenwoordigers voor het arrondissement Brussel. In de Kamer, waar hij lid was van de Katholieke Vlaamse Kamergroep, hield hij zich voornamelijk bezig met landbouw en het gerecht. Van 1931 tot 1932 was hij in de regeringen-Renkin I en -II minister van Landbouw en in 1939 was hij in de Regering-Spaak I minister van Justitie. Daarenboven was hij van 1926 tot 1927 voorzitter van het Katholiek Verbond van België.
Als jurist speelde van Dievoet een grote rol in de vernederlandsing van het juridische leven in België. Daarvoor richtte de Belgische regering in 1923 de Commissie, belast met de voorbereiding van de Nederlandse tekst van de Grondwet, de Wetboeken en de voornaamste wetten en besluiten op. Deze commissie begon aan het titanenwerk van de vertaling van alle grote wetboeken. Het werk kwam in het begin vrij traag op gang en werd door de Tweede Wereldoorlog tijdelijk onmogelijk gemaakt. Van Dievoet was voorzitter van deze commissie van 1954 tot 1967. Ook was hij vanaf 1933 lid van een Kamercommissie die belast was met de uitwerking van een nieuwe taalwet in rechtszaken, die in september 1935 uitgevaardigd werd.
Hij speelde een belangrijke rol in de ontwikkeling van de balie van Leuven. In 1919 werd hij voorzitter van het Vlaamsch Rechtsgenootschap in Leuven, een functie waarin hij fundamenteel bijdroeg tot de vernederlandsing van de juristenopleiding. Aan de KU Leuven was hij eveneens stichtend lid en secretaris van de in 1924 opgerichte Vlaamse Leergangen, waarbij hij meewerkte aan de vernederlandsing van de rechtenfaculteit van de universiteit. Bovendien volgde hij in 1935 Hector Lebon op als voorzitter van de Bond der Vlaamse Rechtsgeleerden, een functie die hij uitoefende tot in 1964. Hij blies nieuw leven in het juridische leven, zoals J. Marijnen zei in zijn artikel "Nieuwe tendenties in het Vlaamsche Rechtsleven", gepubliceerd in Het Vlaamsche Land op 1 juli 1943.

## Eerbetoon
Van Dievoet was doctor honoris causa aan de universiteiten van Utrecht en Nijmegen.
Hij werd bij KB van 17 maart 1967 in de erfelijke adelstand verheven, maar door zijn overlijden drie maanden later was er geen gelegenheid meer om de adelbrief te lichten die de verheffing uitvoerbaar zou maken. Daarom werd op 30 april 1968 door de koning een besluit ondertekend waarbij aan zijn weduwe, Eugénie Bulens, adelsgunst verleend werd, evenals aan hun kinderen, terwijl aan Emile Van Dievoet postuum de titel van baron werd verleend. De wapenspreuk die door de familie werd gekozen luidt: Houd voet bij stuk.

## Wapen

Wapen van baron Emile van Dievoet.

"Van zilver, met een gerechtigheidshand van keel, het veld gekapt van hetzelfde, met tweeankerkruisen van het eerste. Het schild overtopt met een helm van zilver, gekroond, getralied,gehalsband en omboord van goud, gevoerd en gehecht van keel, met dekkleden van zilver en van keel.Helmteken: een kruis van het schild. Wapenspreuk: 'Houd voet bij stuk' van zilver, op een losse band van keel. Bovendien, voor de titularis het schild getopt met een baronnenkroon, en gehouden door twee leeuwen van goud, gewapend en getongd van keel".

## Familie
Emiel Van Dievoet is de vader van Guido van Dievoet, hoogleraar aan de K.U.Leuven en rechtshistoricus, van Walter van Dievoet, ingenieur en specialist in de geschiedenis van de goudsmeedkunst, van Frans van Dievoet, ingenieur en van Paul van Dievoet, notaris.

## Filmografie
Valérie Baeyens, achterkleindochter van baron Emile van Dievoet en kleindochter van Guido Van Dievoet, heeft een film onder de titel Contraire gedraaid over het contrast en het standenverschil tussen haar adellijk en politiek en universitair vooraanstaand geworden familie van Dievoet van moeders zijde en haar vaderlijke familie van middenstanders: Contraire is een korte documentaire betreffende twee families met verschillende sociale achtergronden. Terwijl de volwassenen het moeilijk hebben met elkaar, houden de vier kinderen de families bijeen. Contraire is het persoonlijk verhaal van Valérie Baeyens. Haar moeders' familie is tot de adel opgeklommen terwijl haar vader een typische middenstander is. Ze ondervroeg haar ouders en grootouders over de problemen die ze met elkaar hadden.

## Publicaties
- Bibliografie Emiel van Dievoet, in: Vlaams Rechtsgenootschap, Jaarboek XIII (1967), blz. 51-61.